# Drackenstein
Drackenstein ist eine Gemeinde im Landkreis Göppingen in Baden-Württemberg. Mit rund 420 Einwohnern ist es die kleinste Gemeinde in der Region Stuttgart.

## Geographie

### Geographische Lage

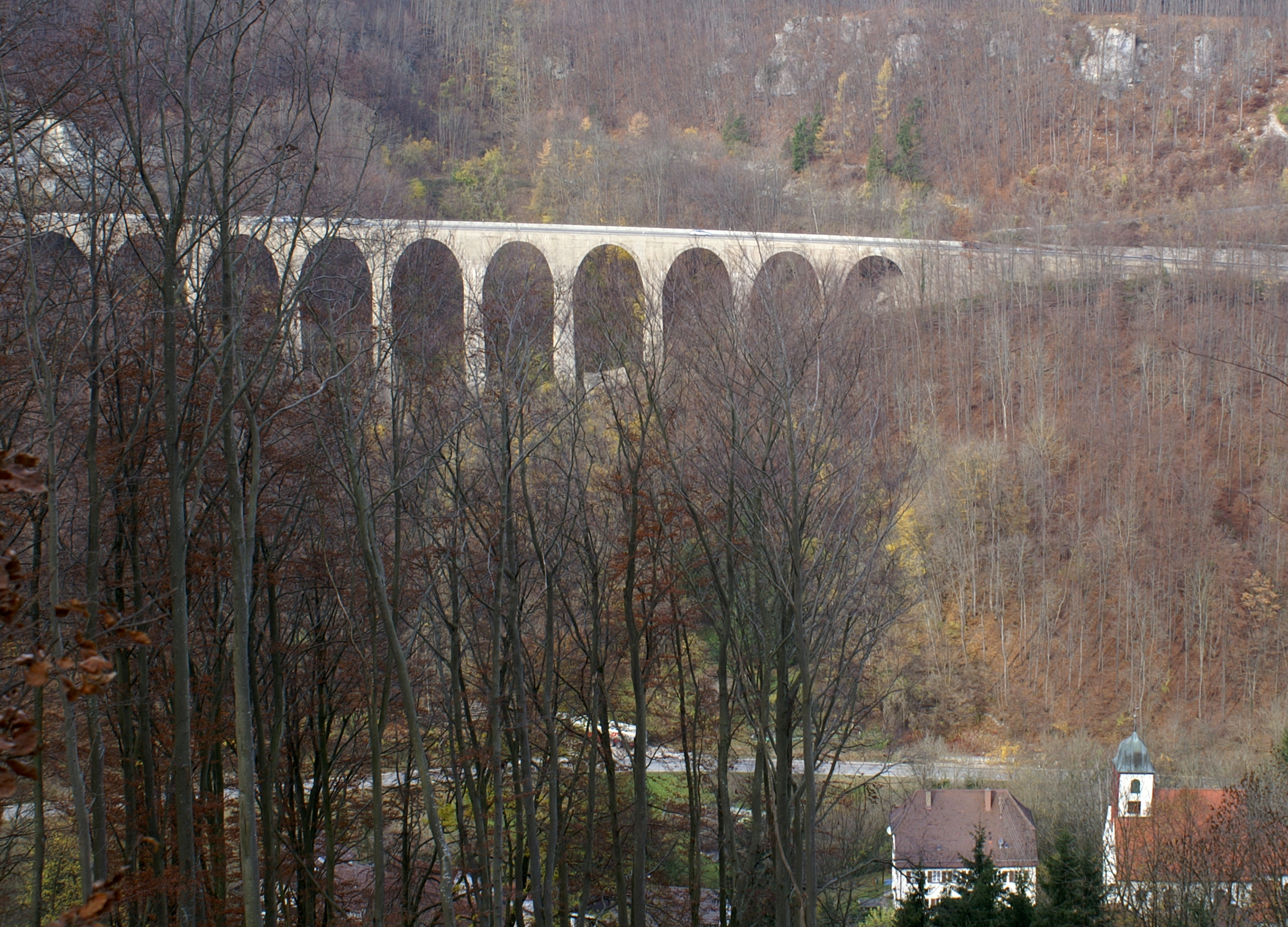
Blick von Oberdrackenstein über Unterdrackenstein zum Drackensteiner Hang

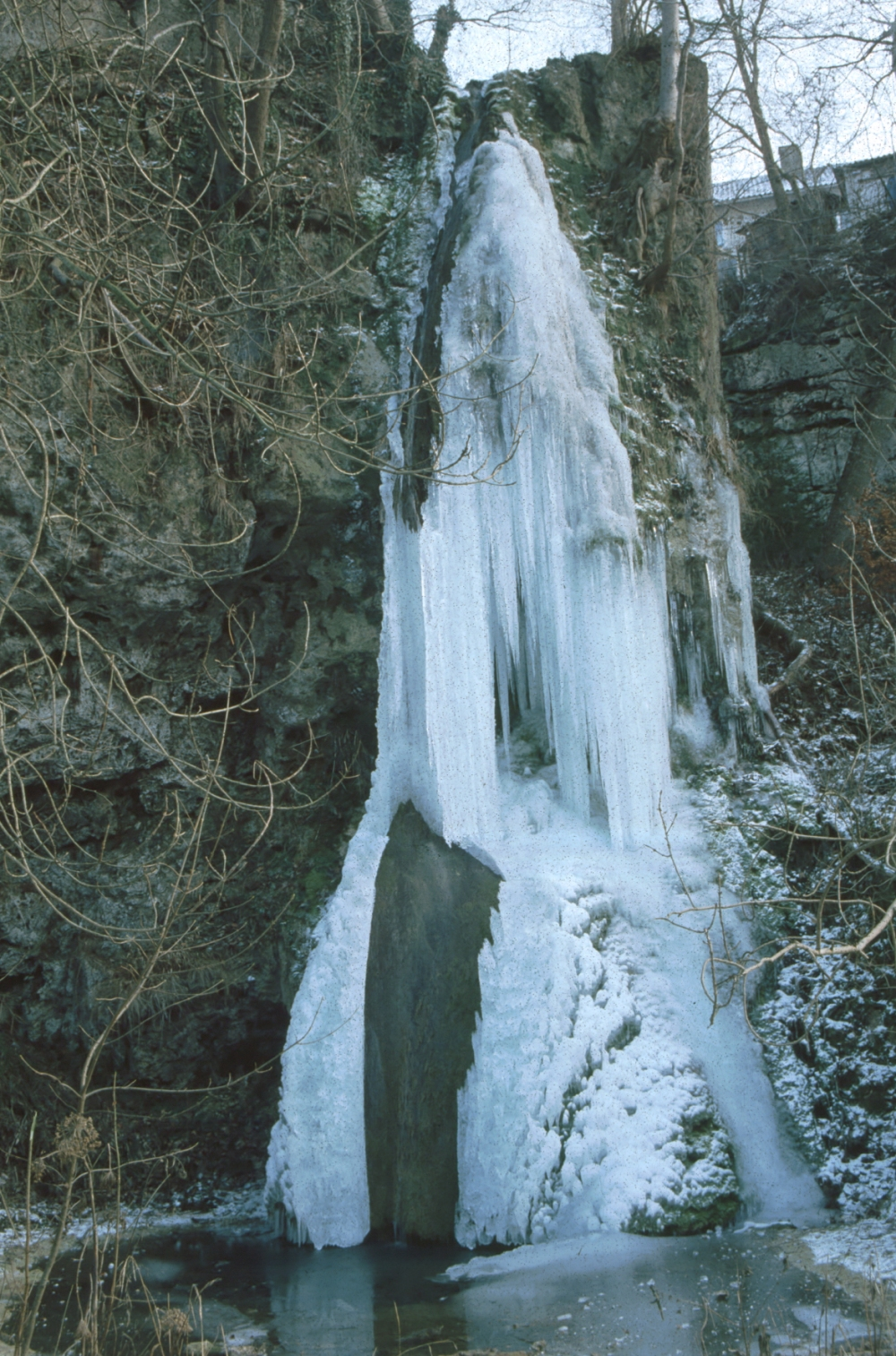
Unterdrackenstein liegt auf einer Kalktuff-Terrasse am Hang des Gosbachtals

Drackenstein liegt am Hang zwischen dem Gosbachtal und der Hochfläche der Schwäbischen Alb, etwa 25 km von der Kreisstadt Göppingen entfernt. Aus den Hängen des tief eingeschnittenen Gosbachtals treten mehrere Karstquellen aus den Kalkschichten der Alb aus. Sie speisen den mit chemisch gelöstem Kalk gesättigten Gosbach. Aus der Haupt-Karstquelle im Gewann „Schloßbuckel“ oberhalb des Teilortes „Unterdrackenstein“ fließt der Gosbach rasch über eine von ihm gebildete 20 m breite Terrasse aus Kalktuff und stürzt an der Terrassenkante als Wasserfall ca. 20 m ins Tal hinab. Auf dieser Terrasse stehen Kirche, Friedhof und ein paar Häuser. Der Gosbach fließt heute verdolt unter ihnen durch.
Der Wasserfall fließt über mächtige, weitgehend bemooste Ablagerungen von Kalktuff, sie und die Terrasse haben sich im Laufe von Jahrhunderten akkumuliert (Naturdenkmal). In der mächtigen Kalktuffterrasse befinden sich, wie geologisch üblich, mehrere „Primärhöhlen“, darunter die „Mariengrotte“, die zusammen mit der Kirche Weihestätte war. Auf der Hochfläche der Schwäbischen Alb war in früherer Zeit Wasser ein kostbares Gut. Daher gab es in Unterdrackenstein einen hydraulischen Widder, der Wasser nach Oberdrackenstein pumpte. Durch den Anschluss an die Bodensee-Wasserversorgung im 20. Jahrhundert gehören diese Probleme der Vergangenheit an.
Am gegenüberliegenden Drackensteiner Hang verläuft die Fahrbahn der Bundesautobahn 8 in Richtung Stuttgart. Dort befand sich das Drachenloch, eine Höhle, die beim Bau der Autobahn zugeschüttet wurde. Es wird vermutet, dass der Name der Gemeinde auf eine Legende um das Drachenloch zurückgeht.

### Nachbargemeinden
Die Gemeinde grenzt im Norden an Bad Ditzenbach, im Südosten an Merklingen im Alb-Donau-Kreis, im Südwesten an Hohenstadt und im Westen an die Stadt Wiesensteig und Mühlhausen im Täle.

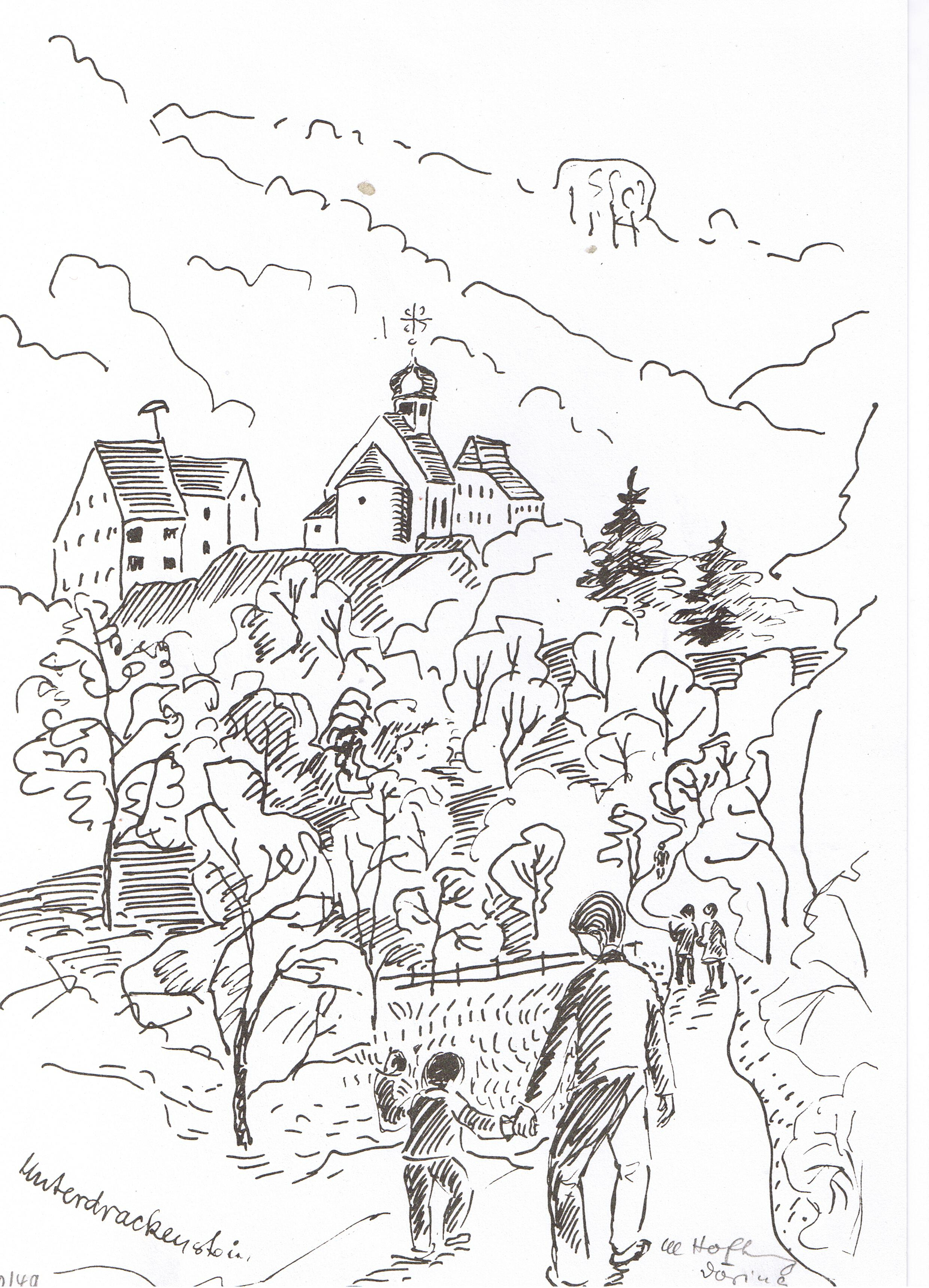
Unterdrackenstein, Zeichnung von Margret Hofheinz-Döring

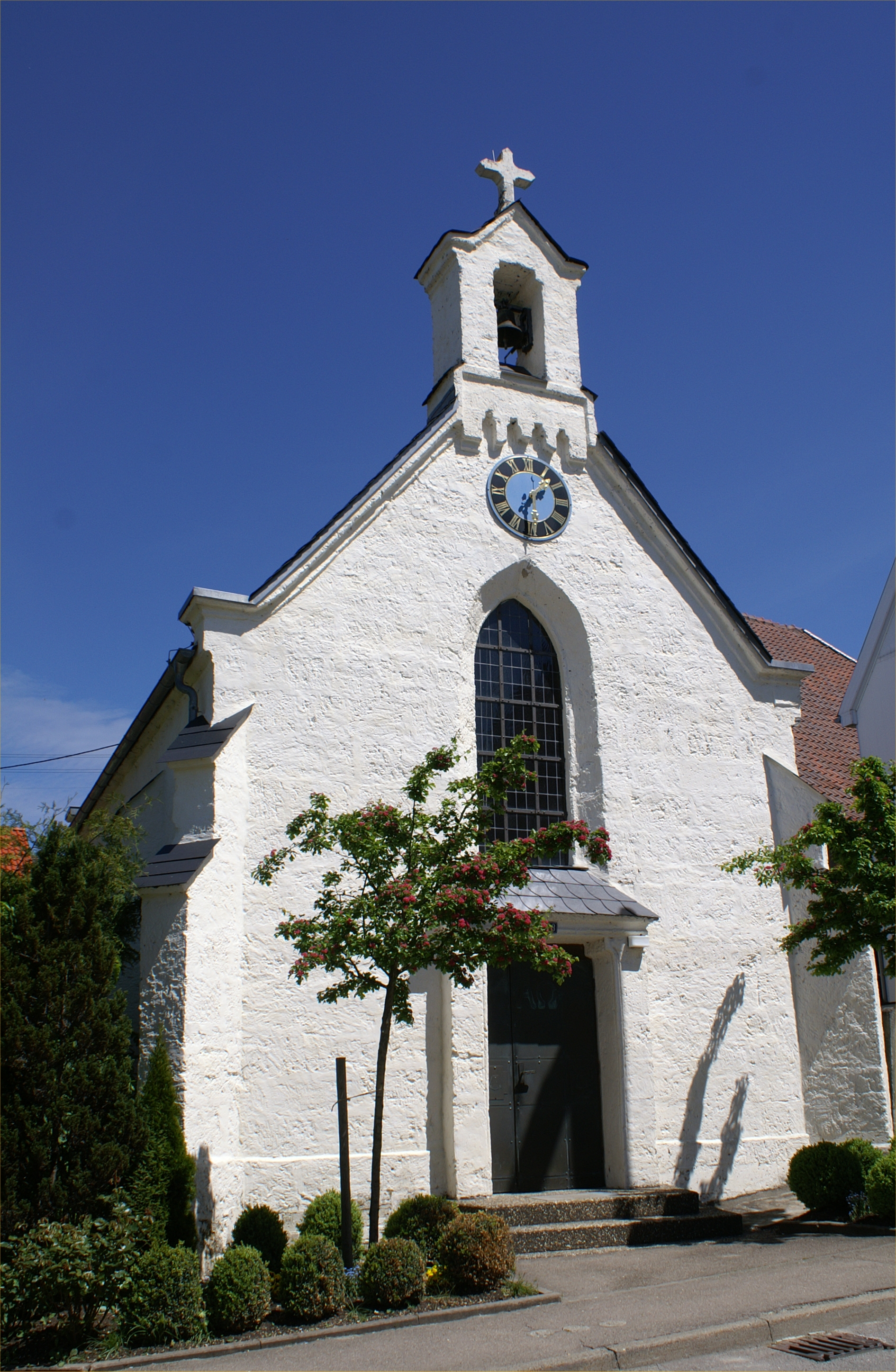
Kirche in Oberdrackenstein

### Gemeindegliederung
Zur Gemeinde gehören das Dorf Oberdrackenstein, der Weiler Unterdrackenstein und das Gehöft Kölleshof.

### Flächenaufteilung
Nach Daten des Statistischen Landesamtes, Stand 2014.

## Geschichte

### Von der ersten Erwähnung bis zum Ende des Mittelalters
Drackenstein wurde erstmals urkundlich in einer Chronik des Klosters Zwiefalten aus dem Jahr 1137 erwähnt. Der Ort lag im Hochmittelalter im Herzogtum Schwaben und gehörte zum Machtbereich der Grafen von Helfenstein. Ortsherren waren im Spätmittelalter zunächst die Herren von Westernach, und danach die Herren von Westerstetten. Im 14. Jahrhundert teilten sich die Herren von Westerstetten in mehrere Linien, darunter seit 1343 auch eine Linie Westernach-Drackenstein.

### In der frühen Neuzeit bis zum Untergang des Heiligen Römischen Reichs
1589 verkaufte Eitel Fritz von Westerstetten das Dorf und die Burg Drackenstein an den Freiherrn Kaspar Bernhard aus dem Hause Rechberg. Dieser veräußerte den Besitz noch im selben Jahr an den Grafen Rudolf von Helfenstein. Somit teilte der Ort die Geschicke der Herrschaft Wiesensteig, die nach dem Aussterben der Grafen von Helfenstein 1627 zu zwei Dritteln an das Kurfürstentum Bayern und zu einem Drittel an das Fürstentum Fürstenberg fiel. 1752 kam Kurbayern in den Gesamtbesitz der Herrschaft Wiesensteig. Dies blieb so bis zum Untergang des Heiligen Römischen Reichs.

### 19. und 20. Jahrhundert
Im Jahre 1806 gelangte Drackenstein im Rahmen der Mediatisierung zum Königreich Württemberg. Dieses ordnete es zunächst dem Oberamt Wiesensteig zu, das aber schon nach drei Jahren im Oberamt Geislingen aufging. Im Zuge der Kreisreform während der NS-Zeit in Württemberg kam Drackenstein 1938 zum Landkreis Göppingen. Nach dem Zweiten Weltkrieg lag der Ort in der Amerikanischen Besatzungszone und gehörte somit zum neu gegründeten Land Württemberg-Baden, das 1952 im jetzigen Bundesland Baden-Württemberg aufging.

### Religion
Der Ort ist traditionell katholisch geprägt. In Unterdrackenstein steht die katholische St. Michaelskirche mit dem Friedhof. In Oberdrackenstein befindet sich die ebenfalls katholische Kapelle St. Maria. Die Gemeinde gehört zur Seelsorgeeinheit Deggingen-Bad Ditzenbach im Dekanat Göppingen-Geislingen der Diözese Rottenburg-Stuttgart. Da bis in die Neuzeit nur wenige Protestanten in Drackenstein lebten, gibt es kein evangelisches Gotteshaus.

### Einwohnerentwicklung
Quelle: Statistisches Landesamt Baden-Württemberg für die Daten ab 1970
| Datum              | Einwohner |
| ------------------ | --------- |
| 1837               | 257       |
| 1907               | 252       |
| 17. Mai 1939       | 305       |
| 13. September 1950 | 417       |
| 27. Mai 1970       | 310       |
| 31. Dezember 1983  | 346       |
| 25. Mai 1987       | 338       |
| 31. Dezember 1991  | 402       |
| 31. Dezember 1995  | 425       |
| 31. Dezember 2000  | 432       |
| 31. Dezember 2005  | 431       |
| 31. Dezember 2010  | 437       |
| 31. Dezember 2015  | 408       |
| 31. Dezember 2020  | 443       |

## Politik

### Verwaltungsverband
Zusammen mit Gruibingen, Hohenstadt, Mühlhausen im Täle und der Stadt Wiesensteig bildet die Gemeinde seit 1972 den Gemeindeverwaltungsverband Oberes Filstal.

### Gemeinderat
Der Gemeinderat in Drackenstein hat acht Mitglieder. Bei der Kommunalwahl am 9. Juni 2024 wurde der Gemeinderat durch Mehrheitswahl gewählt. Mehrheitswahl findet statt, wenn kein oder nur ein Wahlvorschlag eingereicht wurde. Die Bewerber mit den höchsten Stimmenzahlen sind dann gewählt. Der Gemeinderat besteht aus den ehrenamtlichen Gemeinderäten und dem Bürgermeister als Vorsitzendem. Der Bürgermeister ist im Gemeinderat stimmberechtigt. Die Wahlbeteiligung betrug 77,6 % (2019: 67,8 %).

### Bürgermeister
Zum ehrenamtlichen Bürgermeister wurde 2019 Roland Lang gewählt. Er folgt Klaus-Dieter Apelt (parteilos), der bis 2010 auch Bürgermeister der Stadt Wiesensteig war. Da die Gemeinde weniger als 500 Einwohner zählt, steht ihr kein hauptamtlicher Bürgermeister zu. Sein Vorgänger Herbert Gerber (CDU), der das Amt ebenfalls gleichzeitig in Wiesensteig und Drackenstein bekleidete, war mit einer Amtszeit von 42 Jahren der dienstälteste Bürgermeister in Baden-Württemberg.

### Wappen
Die Blasonierung des Gemeindewappens von Drackenstein lautet: In Gold auf grünem Dreiberg ein feuerspeiender roter Drache.
Dieses redende Ortswappen wurde im Jahre 1959 von der Archivdirektion in Stuttgart vorgeschlagen und zusammen mit der rot-gelben Flagge am 15. Dezember gleichen Jahres vom Innenministerium verliehen.

## Wirtschaft und Infrastruktur

### Verkehr
Die beiden Ortsteile Ober- und Unterdrackenstein sind durch eine Kreisstraße verbunden. Von der Gemeinde führen mehrere Kreisstraßen in die Nachbargemeinden Gosbach, Hohenstadt, Merklingen und Machtolsheim. Außerdem gibt es kleine Gemeindeverbindungsstraßen nach Wiesensteig und in den Geislinger Stadtteil Aufhausen. Die alte Straße von Gosbach über den Großmannshof nach Oberdrackenstein ist ebenfalls für den Durchgangsverkehr befahrbar. Die Autobahn A8 ist über die Anschlussstellen Mühlhausen und Merklingen in ca. 7 km bzw. 9 km Entfernung zu erreichen. Die Behelfsausfahrt Hohenstadt ist nur etwa 4 km von Drackenstein entfernt. Der Neubau des Albaufstiegs der A8 befindet sich derzeit noch in der Phase der Planfeststellung. Die E-Trasse würde den Ort in einem knapp 2 km langen Tunnel unterqueren und dann das Gosbachtal unmittelbar nördlich des Ortes auf einer Brücke überqueren. Der Naturschutzbund und die Bürgerinitiative Drackensteiner Hang favorisieren dagegen die K-Trasse, die einen Verlauf entlang des bisherigen Albabsteigs und einen Tunnel auf der nördlichen Seite des Gostales vorsieht, so dass dabei die Ortslage von Drackenstein umgangen werden würde. Eine Fertigstellung des Abschnittes ist für 2026 geplant.
Aufgrund der geringen Einwohnerzahl ist der öffentliche Nahverkehr nur schwach ausgebaut. Durch die Gemeinde verläuft die Buslinie 35 Deggingen-Hohenstadt. Die Fahrzeiten sind größtenteils auf die Schulen in Bad Ditzenbach und Deggingen abgestimmt. Teilweise besteht in Bad Ditzenbach oder Deggingen Anschluss an die Busse nach Göppingen und Geislingen. In den Abendstunden und am Wochenende verkehrt lediglich ein Rufbus.

### Bildung
Drackenstein verfügt über keine eigene Schule mehr. Das ehemalige Schulhaus, das in Unterdrackenstein neben der Kirche und dem Friedhof stand, wurde 2016 abgebrochen. Die Drackensteiner Kinder besuchen heute die Grundschule in Bad Ditzenbach, die Hauptschule mit Werkrealschule oder Realschule in Deggingen oder die Gymnasien in Geislingen. In Oberdrackenstein gibt es einen Kindergarten für Kinder von zwei bis sechs Jahren.

### Unternehmen
Der Ort Drackenstein ist auch heute noch ein landwirtschaftlich geprägtes Dorf. Daneben gibt es mehrere kleinere Unternehmen. Am Ortsrand Richtung Hohenstadt befindet sich ein Steinbruch mit angeschlossenem Bau- und Fuhrunternehmen.

### Energie
2020 wurde auf dem Gemeindegebiet der Windpark Drackenstein in Betrieb genommen. Er umfasst fünf Windkraftanlagen des Typs Nordex N131/3300 und hat eine Gesamtleistung von 16,5 MW.

## Persönlichkeiten
- August Ramminger (1899–1975), Bundestagsabgeordneter und Journalist, wurde in Drackenstein geboren